# Пјер Мороа
Пјер Мороа (фр. Pierre Mauroy; 5. јул 1928 — 7. јун 2013) био је француски политичар који је служио као премијер Француске од 1981. до 1984. године. Такође је обављао функцију градоначелника Лила од 1973. до 2001. године. Умро је од последица рака плућа. Стадион ФК Лил је у његову част након његове смрти преименован у Стадион Пјер Мороа.